# Frikční kompozity pro brzdová obložení osobních automobilů
Kompozitní materiály nacházejí všeobecně široké uplatnění ať již v běžném životě, nebo v pokročilých aplikacích. Jednou z běžných aplikací je i využití kompozitních materiálů pro brzdová obložení osobních automobilů, tzv. brzdových destiček. Funkce brzdového obložení (resp. celého brzdového systému) je snížení rychlosti či úplné zastavení jedoucího automobilu pomocí tření, které vzniká mezi brzdovými destičkami a rotujícím brzdovým diskem. V řadě inženýrských aplikací představuje tření nežádoucí jev a snahou je jeho eliminace, v případě brzdových obložení je přítomnost tření, základní předpoklad pro bezpečný provoz vozidel. Kompozitní materiály, které mají za úkol korigovat pohyb těles s využitím tření, označujeme jako frikční kompozity. Mezi hlavní požadavky na frikční kompozity pro brzdová obložení patří přiměřená hodnota frikčního koeficientu páru brzdová destička – brzdový kotouč, vysoká otěruvzdornost a stabilita frikčního koeficientu při zvýšených teplotách. K těmto vlastnostem dále přibývají požadavky na bezhlučný provoz, nízké náklady na jejich výrobu, v poslední době také šetrnost k životnímu prostředí.

## Dělení frikčních kompozitů pro brzdová obložení automobilů
Frikční kompozity, běžně používané pro brzdová obložení automobilů, můžeme prakticky rozdělit do několika skupin [1]:
1. Semi-metalické frikční kompozity, obsahují více než 50 % kovové složky.
2. Frikční kompozity s nízkým obsahem kovů, obsah kovové složky je u tohoto kompozitu v rozmezí 5 – 15 %.
3. Bezazbestové frikční kompozity (ozn. NAO z anglického Non-Asbestos Organic), obsah kovové složky je u tohoto typu kompozitů do 5 %.
4. Bezazbestové frikční kompozity bez obsahu kovové složky.

Speciální typy frikčních kompozitů využívané pro nejnáročnější aplikace (vozy F1 a letadla) pak představují keramické frikční kompozity a kompozity typu uhlík/uhlík (uhlíková matrice vyztužená uhlíkatými vlákny).

## Složení frikčních kompozitů pro brzdová obložení automobilů
Přehled o problematice složení frikčních kompozitů lze získat v literatuře . Frikční kompozity pro brzdová obložení osobních automobilů se běžně skládají z více než desíti komponent a nejsou nikterak výjimečné i kompozity s obsahem více než 25 složek. (pozn. V praxi je obtížné dohledat informace o složení těchto kompozitů, jelikož tyto informace patří mezi přísně střežená firemní tajemství.) Tyto složky lze, podle jejich převažující funkce, rozdělit do následujících skupin: i) abraziva, ii) funkční plniva, iii) plniva a iv) pojiva.

### Abraziva
Mezi nejznámější abraziva patří zirkon (ZrSiO4), korund (Al2O3) a karbid křemíku (SiC). Kromě vysoké hodnoty frikčního koeficientu abraziva zajišťují jeho stabilitu při vysokých teplotách (pozn. náhlý pokles frikčních vlastností při zvýšených teplotách je označován jako tzv. „fade“ jev), v průběhu brzdění také odstraňují teplem degradovaný materiál, který vzniká na povrchu brzdové destičky v průběhu tření, a tím obnovují frikční povrch.

### Funkční plniva
Funkční plniva mají za úkol jednak vyplnit objem kompozitu, ale zároveň i přispět k některé z požadovaných vlastností. Typickým příkladem funkčních plniv jsou tuhá maziva, mezi nejznámější patří grafit (C), stibnit (Sb2S3) a sulfid molybdeničitý (MoS2). Jejich přítomnost sice ve většině případů snižuje hodnotu frikčního koeficientu, ale bez jejich přítomnosti by byl průběh vlastního brzdění provázen „vibracemi“ brzdového pedálu. Dalším příkladem funkčních plniv jsou různé typy organických (např. kevlarová vlákna), anorganických nekovových (např. čedičová vlákna) či kovových vláken (např. ocelová vlákna), jejichž funkce spočívá ve zpevnění výsledného frikčního kompozitu a ve tvorbě tzv. primárních kontaktních ploch (pozn. literatura uvádí, že během brzdění je pouze asi 20% celkové plochy brzdové destičky v kontaktu s rotujícím diskem).

### Plniva
Plniva jsou materiály jejichž hlavním úkolem je vyplnit prostor vyrobeného vzorku. Jedním z nejznámějších plniv je například baryt (BaSO4). Přestože jsou plniva považovány za indiferentní složky, předpokládá se, že se podílejí na výsledných frikčně-otěrových vlastnostech.

### Pojiva
Pojiva patří, vzhledem k jejich množství v těchto typech kompozitů, k majoritním složkám a rovněž se významně podílejí na funkčních vlastnostech kompozitů. Nejběžnějšími typy pojiv u NAO frikčních kompozitů jsou fenol-formaldehydové pryskyřice, z nichž převažují Novolaky, přičemž pojiva tohoto typu jsou schopna vydržet zatížení při teplotách do 250 °C.
Při volbě vstupních složek pro výrobu brzdových obložení je snahou použít pokud možno ekologicky šetrné materiály. Mezi tyto materiály patří zejména přírodní látky jako je zirkon, baryt, stibnit, vápenec apod., v současné době je také velká pozornost věnována využití obnovitelných materiálů jakými jsou rostlinná vlákna (jutová, konopná apod.), nebo drcené slupky různých ořechů, např. kokosových, vlašských či lískových ořechů.
Nejběžněji používaným pojivem je fenol-formaldehydová pryskyřice, která se připravuje synteticky polymerační reakcí fenolu a formaldehydu, tedy dvou organických látek, které nelze považovat za ekologicky šetrné. V poslední době se objevují snahy o náhradu fenolických pryskyřic opět polymery připravených z přírodních organických molekul, např. kardanolu, který se izoluje z tekutiny, která obklopuje vlastní jádro kešu oříšků, i přes vědecké úsilí věnované této problematice nelze v brzké době počítat s masivní náhradou fenolické pryskyřice polymery na bázi těchto přírodních látek .
Je třeba říci, že volba ekologicky šetrných složek pro výrobu brzdových destiček neznamená automaticky, že se jedná o ekologicky šetrný produkt. V průběhu brzdění dochází v místě styku frikčního kompozitu a litinového disku k nárůstu teploty, přičemž lokálně může dojít k ohřátí i na teploty okolo 1000 °C. Vysoká teplota a tlak, který je v místě styku brzdové destičky a kotouče mají za následek průběh tzv. tribochemických reakcí , tj. reakcí které vznikají v průběhu tření. Výsledkem těchto tribochemických reakcí jsou nové chemické látky odlišného složení v porovnání s původními, ekologicky šetrnými materiály, použitými pro výrobu brzdových destiček. Typickými tribochemickými reakcemi je tepelná degradace fenolické pryskyřice, oxidace kovových složek, vznik slitin v případě brzdového obložení s obsahem kovových složek.

## Otěrové částice vznikající při brzdění
Často opomíjeným faktem zůstává, že během brzdění dochází k otěru brzdových destiček i kotouče a výsledkem jsou různě velké otěrové částice, které se dostávají do okolního prostředí. Tyto částice mohou být toxické i mutagenní, z tohoto důvodu je nutné problematice otěrových částic věnovat zvýšenou pozornost. V literatuře  se uvádí, že na jeden ujetý kilometr vyprodukuje automobil střední třídy okolo 80 mg otěrových částic vznikajících při brzdění (pozn. jedná se o odhad průměrné hodnoty). Velikosti otěrových částic leží v poměrně širokém intervalu od několika milimetrů až po jednotky nanometrů. Podle velikosti se tyto částice dále dělí na sedimentované a suspendované (resp. sedimentovaný a suspendovaný podíl).